# فرقة إس إس 38 نيبانومن
فرقة إس إس 38 "نيبانومن" (بالألمانية: 38. SS-Panzergrenadier-Division "Nibelungen") كان تشكيل فافن إس إس لألمانيا النازية خلال الحرب العالمية الثانية. تم تشكيلها في مارس 1945 من الموظفين والمتدربين في إس إس-مدارس يونكر (معسكر التدريب SS) في باد تولتس، وسميت على اسم عائلة Nibelung من الأسطورة الألمانية. 

## القادة
- هانز كيمبين
- ريتشارد شولز - كوسينز [1]
- هاينز لاميردينج
- كارل فون أوبيركامب

## أعضاء بارزون
- هاردي كروجر

### اقتباسات
1. 1 2  O'Donnell 2001.

- O'Donnell، James P. (2001) [1978]. The Bunker. New York: Da Capo Press. ISBN:978-0-306-80958-3.